# ديفيد أليو
ديفيد أليو (بالإنجليزية: David Aliu)‏ مواليد 13 مارس 1981، هو لاعب كرة سلة بريطاني يلعب في دوري كرة السلة البريطاني ويحمل الرقم 11.

## فرق لعب لها
- لوزان لكرة السلة